# دانشگاه علوم پزشکی همدان
دانشگاه علوم پزشکی ابن سینا دانشگاهی در شهر همدان است.با فضای آموزشی به مساحت ۴۴۲۴۱ متر مربع بوده و ۴۳۳ نفر عضو هیئت علمی می‌باشدوبر اساس‌نامه وزیر بهداشت، درمان و آموزش پزشکی به شماره ۲۲۲ و مورخه یکم اردیبهشت ماه ۱۳۹۲، دانشگاه علوم پزشکی و خدمات بهداشتی درمانی همدان به " تیپ یک " ارتقا یافت. دانشگاه علوم پزشکی همدان در حال حاضر با پذیرش دانشجو در بیش از هفتاد رشته تحصیلات تکمیلی شامل کارشناسی ارشد، دکترای تخصصی، دستیاری و فوق تخصصی پیشرفته‌ترین دانشگاه علوم پزشکی منطقه غرب کشور محسوب می‌گردد.

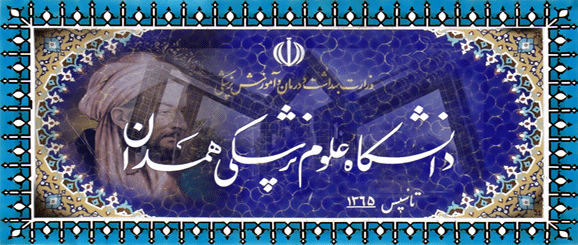
سر در دانشگاه علوم پزشکی ابن سینا

## تاریخچه
اولین گام‌های ایجاد دانشگاه علوم پزشکی در اسفند ۱۳۵۱ بر اساس معاهده مشترک دولت‌های ایران فرانسه برداشته شد که با نام دانشگاه بوعلی سینا در زیر مجموعه‌ای به نام مجتمع آموزشی علوم تندرستی در سال ۱۳۵۴ در مجموعه دانشگاه بوعلی سینا با رشته‌های پزشکی، پرستاری و بهداشت شروع بکار کرده و با این امکانات هسته اولیه گروه پزشکی را پایه‌گذاری شد و پس از جداشدن دانشکده‌های پزشکی ایران از وزارت علوم تحقیقات و فناوری به صورت مستقل و با تحت وزارت بهداشت درمان و آموزش پزشکی در سال ۱۳۶۵ قرار گرفته‌است.
جلسه هیجدهم شورای گسترش دانشگاه‌های علوم پزشکی در تاریخ ۲۵ اردیبهشت ۱۳۶۷ مقرر گردید دانشگاه‌های علوم پزشکی هر استان به نام همان استان نامگذاری شوند و نهایتاً اینکه در اجرای مصوبه شماره ۷۴۴۷/ د/ ش مورخ ۱۴ اسفند ۱۳۷۲ شورای عالی اداری کشور مبنی بر ادغام سازمان منطقه بهداشت و درمان در دانشگاه‌های علوم پزشکی و تشکیل دانشگاه‌های علوم پزشکی و خدمات بهداشتی و درمانی سازمان منطقه‌ای بهداشت و درمان استان همدان و دانشگاه علوم پزشکی همدان در یکدیگر ادغام گردیدند و دانشگاه علوم پزشکی و خدمات بهداشتی درمانی استان همدان تشکیل گردید.
دانشگاه علوم پزشکی و خدمات بهداشتی درمانی استان همدان متولی اصلی تأمین و ارتقاء و اعاده سلامتی در سطح استان می‌باشد. رسالت عمده این دانشگاه به‌طور کلی در راستای تربیت نیروی انسانی متخصص بهداشتی درمانی و تأسیس و تجهیز مراکز بهداشتی درمانی در سطوح مختلف شامل خانه بهداشت، مراکز بهداشتی درمانی شهری و روستائی، پایگاه بهداشتی، بیمارستان، کلینیک و مراکز تحقیقاتی می‌باشد. این دانشگاه به منظور تحقق اهداف بهداشتی درمانی و آموزشی فعالیت‌های خود را در قالب ۶ معاونت آموزشی، پژوهشی، بهداشتی، درمان و دارو، دانشجوئی و فرهنگی و پشتیبانی انجام می‌دهد.

## دانشکده‌ها

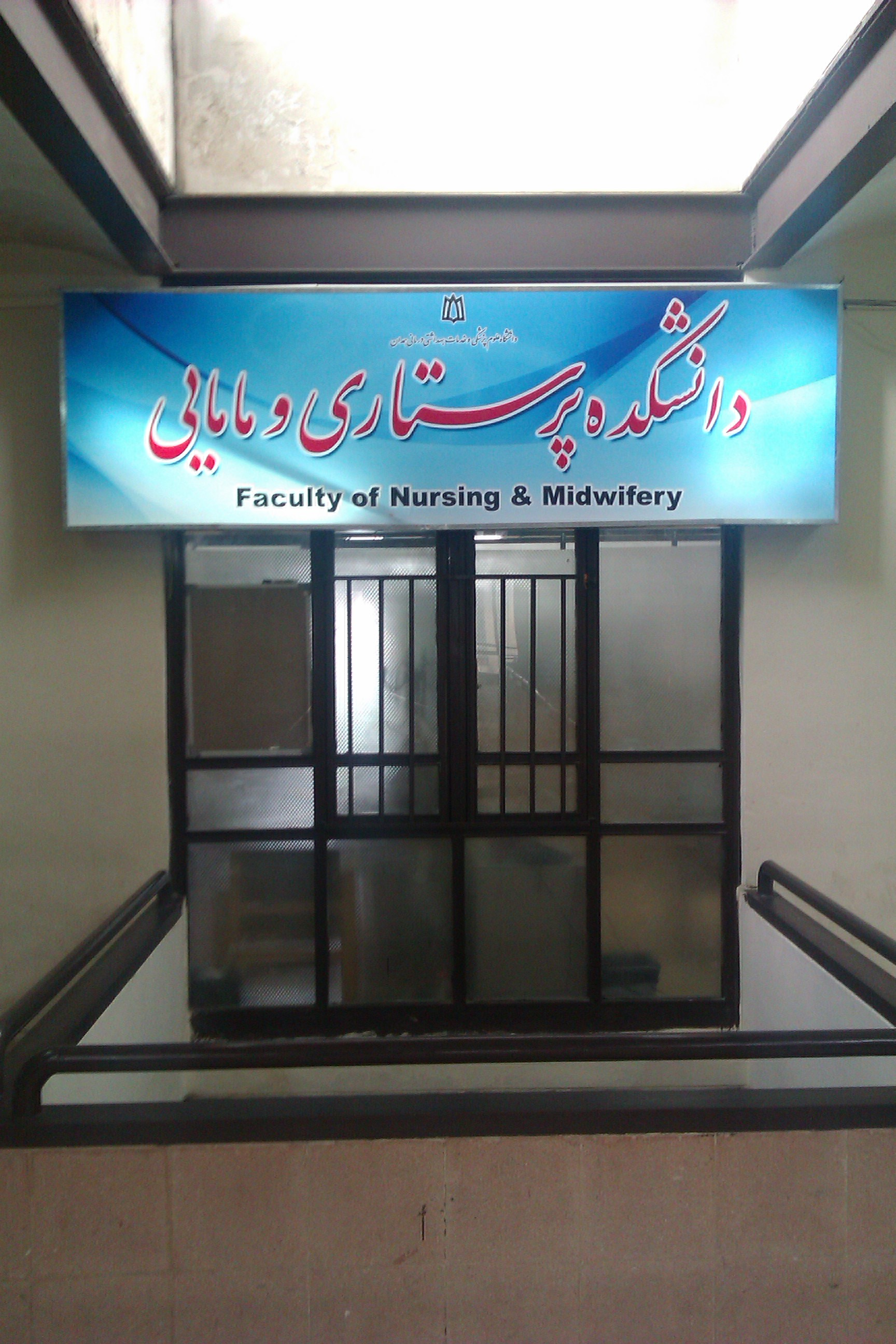
سر در دانشکده پرستاری و مامایی

این دانشگاه دارای ۱۱ دانشکده به شرح زیر می‌باشد.
- دانشکده پزشکی
- دانشکده دندانپزشکی
- دانشکده داروسازی
- دانشکده بهداشت
- دانشکده توانبخشی
- دانشکده پیراپزشکی
- دانشکده پرستاری و مامایی
- دانشکده علوم و فناوری‌های نوین پزشکی
- دانشکده پرستاری ملایر
- دانشکده پیراپزشکی نهاوند
- آموزشکده پیرادندانپزشکی

## روسای دانشگاه
| نام رئیس             | تاریخ انتصاب |
| -------------------- | ------------ |
| محمد ابراهیم شادمانی | ۱۳۵۵         |
| هوشنگ طرزی           | ۱۳۵۷         |
| محمود تهرانی         | ۱۳۶۵         |
| عباس معینی           | ۱۳۶۵         |
| سلیمانی اصل          | ۱/۱۰/۶۶      |
| احمد عامری           | ۱۴/۹/۶۸      |
| فرید ابوالحسنی شهرضا | ۴/۵/۷۳       |
| سیدحمید هاشمی        | ۱۶/۴/۷۷      |
| عباس زمانیان         | ۹/۱۲/۷۹      |
| عارف صالحی           | ۲۰/۸/۸۱      |
| عبدالله فرهادی نسب   | ۲/۱۲/۸۴      |
| رضا صفی آریان        | ۸۸/۷/۱۹      |
| حبیب‌الله موسوی بهار  | ۹۲/۲/۲۹      |
| رشید حیدری مقدم      | ۹۸/۲/۱۲      |
| محمد مهدی مجذوبی     | ۱۸/۷/۱۴۰۰    |